# Tim Pawlenty
Timothy James "Tim" Pawlenty (født 27. november 1960 i Saint Paul, Minnesota) er en amerikansk politiker for det republikanske parti. Pawlenty var guvernør i delstaten Minnesota fra 2003 til 2011. Han blev afløst i embedet af Mark Dayton.
Han opstillede som republikansk kandidat til det Amerikanske præsidentvalg 2012, men trak sig allerede efter to måneder efter skuffende resultater i prøvevalgene i sommeren 2011.